# TV海賊チャンネル
TV海賊チャンネル（テレビかいぞくチャンネル、副題：「朝までやれない!」）は、日本テレビ系列にて1984年10月6日から1986年3月29日まで毎週土曜日に放送されていた深夜番組である。

## 概要
前年にフジテレビが土曜深夜に生放送の『オールナイトフジ』をスタートし、それまで不毛の時間帯といわれていた時間帯でヒットを飛ばした。翌年10月の改編ではTBS（『ハロー!ミッドナイト』）、テレビ朝日（『ミッドナイトin六本木』）、テレビ東京（『夜はエキサイティング』）とともに日本テレビも同時間帯にこの『TV海賊チャンネル』を開始し、土曜深夜で激しい視聴率争いを演じた。新聞、雑誌等は大々的に「深夜大戦争」と銘打った。
放送開始当時は『オールナイトフジ』とテレビ朝日の『MTV』の両裏番組を意識し、「女子大生（オールナイトフジ）、MTVはもう古い！」を当番組の合言葉にしていた。

## 番組内容
この番組は『11PM』の兄弟番組という性質上、『オールナイトフジ』を上回る「お色気路線」を打ち出した。
『オールナイトフジ』には当初「性風俗探訪コーナー」が存在していたが、この番組では、それ以上に性風俗を前面に押し出した企画を多く並べた。主なところでは女性の裸体の一部分がランダムに放送される内容の「ティッシュタイム」や、ラブホテルを利用中のカップルに山本晋也が突撃取材でクイズを出題し、正解したらコンドームをプレゼントする「ラブホテルクイズ」などである。またCMに入る前に、上半身裸の女性がピアノを弾きながらその後の内容を紹介するといったコーナーもあった。
全体的にお色気要素が強かったが、洋楽の最新ビデオクリップを紹介していたS-KEN担当の「ET」（EntertainmentTV）をはじめとして、西森マリーの映画評論や九十九一の一人芝居「3分間劇場」、谷啓率いるバンド「ザ・スーパーマーケット」のライブが毎週放送されるなど、総合娯楽番組ともいえる面を持っていた。
また、番組途中で『読売新聞あすの朝刊』が挿入されていたが、中断という形で別番組扱いにするのではなく、番組内の1コーナーという位置づけにして、番組レギュラーのタレントが読売新聞東京本社のスタジオで読売新聞社の担当キャスターと一緒に番組を進行するという演出もあった。
末期は所ジョージの遊び感覚重視の内容に変更し、スタジオにモニターを持ち込んで裏番組「ハロー!ミッドナイト」（TBS）を流し、その様子を見るという実験的な内容も放送されていた。
また、所がレギュラー出演していたドラマ『うちの子にかぎって…』の中で、所が演じる小坂先生（小坂忠太郎）が日本テレビを訪問し、この番組に対し抗議するというお遊びネタ（コラボレーションの1つとも取れる）も放送された。

## クレーム
話題性のある内容で注目を集めたが、その過激な内容ゆえに監督官庁である郵政省（現・総務省）からクレームがつき、当時の国会（衆議院予算委員会）でも槍玉に上がった。また当時の日本民間放送連盟および日本テレビの放送基準にも違反していたため、上記の「お色気系」コーナーは軒並み打ち切られた。「ティッシュタイム」は「お灸タイム」に改題された（のちに「シャワータイム」→「フラッシュタイム」として復活）。
本番組の末期（1986年2月）の当時も視聴率は平均5%台（ビデオリサーチ調べ、関東地方）と裏番組の『オールナイトフジ』を上回っていたが、1986年4月改編で終了。この時、日本テレビ編成部は「土曜の深夜戦争は終わった」などと“終結宣言”している。

## 出演者

### 司会
- 所ジョージ
- 早乙女愛（のちに熊谷真実に交代）

### レギュラー
- 山本晋也
- 南州太郎
- 高見恭子
- 九十九一 -「3分間劇場」
- 越前屋俵太 -「鬼退治!青春の壁」コーナー
- 市川かおり -『読売新聞あすの朝刊』コーナーでの進行役
- 金行章輔 -『読売新聞あすの朝刊』担当キャスター（読売新聞電波報道部）
- S-KEN（エスケン）
- 水森マリー
- 谷啓
- 滝川真子
- 木築沙絵子
- 早川愛美
- 小田かおる
- 青木琴美
- 井上麻衣
- 田代葉子 -「愛の宅配便!出前!イッテみるく?」コーナー
- うんちーズ（セルフサービス）：宮迫優香、星谷昌美、原田照子、佐々木直子、長谷川純子、徳橋志津

### ゲスト
- タモリ - 初回放送

## 放送時間・ネット局

### 放送時間
『NNNスポーツニュース』の終了後、23時55分から26時25分までの2時間30分。なお途中（25時20分 - 25時28分）に『読売新聞あすの朝刊』を挟み、これより前の時間帯を「第1部」、後の時間帯を「第2部」としていた。
静岡第一テレビなど、途中の『読売新聞あすの朝刊』部分を含め全編通しでネットしていた局があった一方で、中京テレビなど『読売新聞あすの朝刊』の直前（1部のみ）で飛び降りとなったネット局や、反対に「第2部」から飛び乗る局も存在した。

### ネット局
- 日本テレビ（NTV・制作局）
- 札幌テレビ放送（STV）
- 宮城テレビ放送（MMT、当時mm34）
- テレビ新潟放送網（TeNY、当時TNN）第1部のみ
- 静岡第一テレビ（SDT）
- 中京テレビ放送（CTV）第1部のみ
- 広島テレビ放送（HTV）

ほか

## エピソード
番組初回の放送は、初回のお祝いということもあってか、収録スタジオには出演者・スタッフ以外にかなりの数の関係者が詰めかけ、カメラの移動など番組制作自体に支障が出かねない状況となった。当日のゲストとして出演していたタモリも、この状況を見て「スタジオにあまりにも人が多すぎる。ちょっとこれは整理しないとダメでしょ」と発言していた。
1985年8月12日（月曜日）、奥多摩の取材帰りに東京都青梅市で低空で飛ぶ航空機をスタッフ全員で目撃。これが日本航空123便墜落事故の事故機（JA8119）であり、当日夜のNNN報道特別番組に出演し証言している。
生放送で滝川が自分の下着をプレゼントする企画（パンティープレゼント）で前張りもなしに（基本的にティッシュタイムなども収録時は前張りなし）脱ぎだし、所と山本がフライパンで交互に隠して脱いでいたがあまりにも危険（画面に女性の秘部が映ってしまう）なためフロアディレクターがあわてて止めに入った。
スタジオ内に本格的な女性の銭湯のセットを作り、10人程の全裸女性（前張りなし）が実際に湯船に浸かる様子を生放送で紹介していたことから、放送上で陰部が映った可能性があり、生放送翌々日の月曜日に日本テレビ本社を管轄とする麹町警察署より事情聴取を受けたという。しかしそれに対応したプロデューサーは頑として「影」だと言い張り、注意だけで済んだという後日談もある。
1984年12月29日の放送では、忘年会スペシャルとして、通常なら26時25分終了のところを28時30分（午前4時30分）まで拡大放送し、同様に同日を拡大放送した「ハロー!ミッドナイト」（TBS）と正面衝突の様相となった。なお、この日に限っては番組副題である「朝までやれない」を「朝までやるぞ!」と変更し、番組内でも出演者がその旨発言していた。

## スタッフ
- 構成：滝大作、長谷川勝士、廣岡豊、谷口秀一、黒木一由
- ディレクター：梅原幹、河西裕、武田幹治、雨宮秀彦、大草昭男、中嶋勉、影沼沢聖紀、鈴木幸也、朝倉隆、玉木新悟、竹川誠
- 演出：矢野義幸
- プロデューサー：園田広実
- 制作：高橋進、東威
- 制作協力：ザ・ワークス、フルハウステレビプロデュース（現：ハウフルス）
- 製作著作：日本テレビ